# 屈原墓
屈原墓分布于湖南省汨罗江北岸屈子祠镇双楚村、永青村境内的汨罗山，山上原有十二座大的封土堆，修京广复线时掩埋一座，是为屈原十二疑冢。现存十一座墓中以烈女岭11号墓和冲里赵4 号墓为最大，4号墓已由台商陈之迈损资维护好，前立有清同治六年（1867年）刊刻的墓碑，文“故楚三闾大夫之墓”；其余墓碑较小，立于清光绪二十八年（1902年），文“三闾大夫之墓”。
1983年，屈原墓被公布为湖南省省级文物保护单位。
1983年汨罗山古墓群考古发掘大小古墓101座，年代从东周、秦、西汉至南朝，为湖湘楚墓的典型。
2019年，屈原墓以汨罗山墓群的名称进行申报，入选第八批全国重点文物保护单位。

## 十二疑冢传说
因年代久远，屈原墓确切位置已经失传，是否归葬在这十二座墓中亦有争议，因墓葬位置不可考和屈原形象不断升华而产生了屈原十二疑冢的传说。
传屈原在汨罗江投江殉国，遗体打捞上来后，一边脸已被恶鱼吃掉一半，其女女嬃配上半边金脸下葬。为防止盗墓和贵族破坏，经协助一晚筑成十二座疑冢。

## 位置[3]
- 28°50′32.7″N 113°5′35.6″E / 28.842417°N 113.093222°E
- 28°50′40.2″N 113°5′37.4″E / 28.844500°N 113.093722°E
- 28°50′39.6″N 113°5′41.6″E / 28.844333°N 113.094889°E
- 28°50′54.3″N 113°6′15.9″E / 28.848417°N 113.104417°E
- 28°50′52.7″N 113°5′36.7″E / 28.847972°N 113.093528°E
- 28°50′53.4″N 113°5′36.6″E / 28.848167°N 113.093500°E
- 28°50′55.4″N 113°5′50″E / 28.848722°N 113.09722°E
- 28°51′6.2″N 113°5′35.7″E / 28.851722°N 113.093250°E
- 28°51′6.9″N 113°5′31.8″E / 28.851917°N 113.092167°E
- 28°51′6.8″N 113°5′32.6″E / 28.851889°N 113.092389°E
- 28°51′11.2″N 113°5′35.4″E / 28.853111°N 113.093167°E